# Kenny Dalglish
Sir Kenneth Mathieson "Kenny" Dalglish (født 4. marts 1951) er en skotsk fodboldtræner og tidligere fodboldspiller, og senest manager i Liverpool F.C.. I 1982-83 sæsonen vandt han prisen PFA Player of the Year og i 2009 blev han af fodboldmagasinet FourFourTwo kåret til bedste britiske angriber i perioden efter 2. Verdenskrig. Han er medlem af Scottish Football Hall of Fame.
Han nåede at spille 102 landskampe med 30 scoringer til følge, 112 mål i 204 kampe for skotske Celtic F.C. og 335 kampe for den engelske fodboldklub Liverpool F.C., hvor han scorede 118 mål. I sidstnævnte klub spillede han fra 1977-1990, hvor han fra 1985-1991 samtidig var spillende manager, hvorefter han trak sig tilbage i kølvandet på Hillsborough-katastrofen. Han fortsatte trænergerningen i Blackburn Rovers (1991-96) og senere i Newcastle United F.C. (1997-1998). Den 8. januar 2011 blev han indsat som midlertidig manager i Liverpool F.C. for at få klubben tilbage på rette spor efter fyringen af manageren Roy Hodgson, som var Liverpool F.C.'s værste manager ifølge en afstemning blandt Liverpool F.C.'s fans.

## Liverpool F.C. (2011-2012)
Kenny Dalglish første kamp efter sit comeback var mod ærkerivalerne Manchester United i FA Cuppen d. 9. januar 2011 på Old Trafford, hvor Liverpool F.C. tabte 1-0 på mål af Ryan Giggs på et straffespark efter blot 2 minutter.
Ud af hans 13 første kampe i Premier League vandt han 8 og spillede 3 uafgjorte, men spillede en mere offensiv taktik end forgænger Roy Hodgson havde gjort og præsterede bl.a. en 0-3 sejr over Wolves d. 22. januar 2011, 3-1 sejr over Manchester United d. 6. marts 2011, 3-0 sejr over Manchester City d. 11. april 2011 og en 5-0 sejr over Birmingham City d. 23. april 2011.
Da Dalglish kom tilbage til klubben lavede han en del ændringer i truppen og personalet. Han nåede at få uruguayeren Luis Suárez, som Liverpool F.C. længe havde forsøgt at få til klubben, og englænderen Andy Carroll til klubben inden transfervinduet lukkede. Han valgte at give tidligere Liverpool F.C.-spiller Fernando Torres tilladelse til at skrive kontrakt med modstanderne Chelsea F.C. og lod hollænderen Ryan Babel skifte til Hoffenheim.
Allerede efter et par måneder mente både spillere og eksperter at klubben var delvist over den spillemæssige krise.
| Citat        | Selvtillid kan vinde kampe og på en eller anden måde har Kenny og Steve (Steve Clarke, red.) givet spillerne selvtilliden og troen tilbage. | Citat |
| Daniel Agger | |       |

Han blev fyret 16. maj 2012, efter at klubben var sluttet på 8. pladsen i ligaen.